# Cerometria
Cerometria – jedna z metod miareczkowania, która wykorzystuje mianowane roztwory siarczanu ceru(IV), Ce(SO4)2. W cerometrii oznacza się substancje o własnościach redukujących. Najczęściej stosowanym wskaźnikiem w cerometrii jest fenantrolina.